# Тамболес
Тамболес (рос. Тамболес) — присілок в Виксинському міському окрузі Нижньогородської області Російської Федерації.
Населення становить 373 особи. Входить до складу муніципального утворення Міський округ місто Викса.

## Історія
Раніше населений пункт належав до ліквідованого 2011 року Виксинського району. До 2011 року входило до складу муніципального утворення Робітниче селище Шиморське.

## Населення
| 1859 | 1897 | 1905 | 1999 | 2002 | 2010 |
| ---- | ---- | ---- | ---- | ---- | ---- |
| 290  | ↗553 | ↗763 | ↘332 | ↗341 | ↗373 |